# مرتال (مینه‌سوتا)
مرتال، مینه‌سوتا (به انگلیسی: Myrtle, Minnesota) یک شهر در ایالات متحده آمریکا است که در شهرستان فری‌بورن، مینه‌سوتا واقع شده‌است.

## خصوصیات
مرتال ۰٫۲۸ کیلومترمربع مساحت و ۴۸ نفر جمعیت دارد و ۳۸۲ متر بالاتر از سطح دریا واقع شده‌است.